# Decipher (azienda)
Decipher, Inc. è una casa editrice statunitense di giochi con base a Norfolk, Virginia.
Ha iniziato la sua attività con la pubblicazione di tre puzzle chiamati Decipher, quindi ha prodotto giochi di carte collezionabili e giochi di ruolo.

## Giochi di carte
Di seguito alcuni dei giochi di carte più di successo:
- dal 1994 Star Trek, gioco di carte personalizzabili
- 1995-2001 Star Wars, gioco di carte personalizzabili
- 1997-2001 Giovane Jedi, gioco di carte collezionabili
- 1999 Austin Powers, gioco di carte collezionabili
- 2001 Cavalieri Jedi, gioco di carte collezionabili
- 2001-2007 Il Signore degli Anelli, gioco di carte collezionabili
- 2003-2005 .hack//ENEMY, gioco di carte collezionabili
- 2003 Beyblade, gioco di carte collezionabili
- 2004-2005 MegaMan NT Warrior, gioco di carte collezionabili
- 2004-2005 Wars, gioco di carte collezionabili

## Giochi di ruolo
Ha inoltre prodotto due giochi di ruolo:
- 2002-2003, dal 2005 Star Trek RPG
- 2002-2003, dal 2005 Il Signore degli Anelli RPG